# Mário Bortolotto
Mário Bortolotto (Londrina, 29 de setembro de 1962) é um ator, diretor, dramaturgo, escritor e compositor brasileiro.

## Carreira
De ascendência italiana, estudou em seminário e na adolescência iniciou sua carreira artística no teatro e na literatura. Participou de inúmeros festivais de teatro pelo Brasil, sempre com o Grupo Cemitério de Automóveis, de que é fundador (em 2014 o grupo completou 32 anos de existência). Em 2000 ganhou o Prêmio APCA pelo conjunto da obra e o Prêmio Shell de melhor autor por sua peça Nossa Vida não Vale um Chevrolet. Desde 1996 mora e trabalha em São Paulo.
Com um estilo calcado em histórias em quadrinhos, cinema, blues, rock e o universo beatnik, o escritor cria espetáculos com estilo próprio. Além de atuar, escrever e dirigir seus espetáculos, participa como vocalista e compositor das bandas Saco de Ratos Blues e Tempo Instável. Gravou o CD de blues Cachorros Gostam de Bourbon, com composições suas. Quase todas as peças escritas por Bortolotto já foram publicadas, pela Editora Atrito, de Londrina, num total de cinco livros. Também publicou dois livros de poesia (Para os Inocentes que Ficaram em Casa e Um Bom Lugar pra Morrer), dois romances (Mamãe não Voltou do Supermercado e Bagana na Chuva), um livro de contos (DJ - Canções pra Tocar no Inferno) e um livro com artigos escritos para jornal (Gutemberg Blues). Tem textos traduzidos e publicados na França, Polônia e Argentina.
Em 2006, lançou o livro Atire no Dramaturgo, coletânea de textos publicados em seu blog de mesmo nome, que mantém desde 2004. Lançou ainda, em 2010, um livro de poemas chamado Um Bom Lugar para Morrer. Em fevereiro de 2010 o Instituto Itaú Cultural promoveu a Semana Mário Bortolotto, onde o artista reuniu amigos para debater música, literatura, poesia, cinema e teatro a partir de sua obra. "Iremos usar o meu trabalho como ponto de partida para os debates", disse Bortolotto, em entrevista ao Jornal da Tarde. "Vamos ler trechos de minhas obras e autores que me influenciaram e então falar sobre eles. Tive bastante liberdade para fazer o que quisesse. Esse formato foi minha sugestão".
Em abril estreou, no mesmo Espaço Parlapatões onde fora baleado quatro meses antes, a peça Música para Ninar Dinossauros, que, segundo o jornal O Estado de S. Paulo, "representa muito melhor o seu universo", tendo como tema as reminiscências da adolescência de três quarentões.
Também atua em cinema (Augustas de Francisco Cesar Filho, Ralé de Helena Ignez, No vazio da noite de Cristiano Burlan, Nove Crônicas Para um Coração aos Berros e Uma Dose Violenta de Qualquer Coisa, de Gustavo Galvão) e estabeleceu uma parceria com os diretores Francisco Garcia (Uma pilha de pratos na cozinha e Borrasca) e Cauê Angêli (Whisky e Hamburguer e A Pior das intenções). Atualmente prepara, com o videomaker Grima Grimaldi, um documentário sobre o artista Paulo de Tharso. Atuou também na série da TV Globo A Teia, escrita por Braulio Mantovani.
Administra o Teatro Cemitério de Automóveis, com o sócio Carlos Carcarah e  integrantes do Grupo La Plongee. O teatro abriga montagens dos dois grupos, além de shows de música e lançamentos de livros. Tem também um bar que funciona paralelamente ao teatro, na Rua Frei Caneca, 384, em São Paulo.

### Incidente
Em 4 de dezembro de 2009 Bortolotto e seu amigo, o desenhista e ator Carlos Carcarah, foram baleados enquanto estavam em um bar. Segundo a polícia, os dois reagiram e os bandidos disparam quatro tiros contra eles. O incidente aconteceu na Praça Roosevelt e Bortolotto teve de passar por uma cirurgia. Ele teve alta do hospital em 28 de dezembro de 2009 e passa bem. Pouco mais de um mês depois do assalto, em entrevista o jornal O Globo, Bortolotto disse ter sido criticado por não agradecer a Deus por sua recuperação, mas descreveu sua espiritualidade como algo privado. Ele também brincou que poderia atuar no filme Nove Crônicas para um Coração aos Berros, cujas gravações estão previstas para abril, com a tipoia que está usando no braço esquerdo devido à queda durante o assalto.
O jornal Folha de S. Paulo publicou pouco depois uma reportagem em que dizia que a Secretaria de Segurança Pública de São Paulo teria designado uma equipe inteira do Departamento de Homicídios e Proteção à Pessoa para cuidar do caso, supostamente suspendendo 130 inquéritos sob sua responsabilidade para cuidar apenas deste. Para Bortolotto, a matéria seria uma resposta à sua recusa em conceder entrevista exclusiva ao jornal, o que o levou a criticá-lo em seu blog.
Cerca de três meses após o incidente, em entrevista ao portal R7, ele disse: "Até agora ninguém conseguiu prender quem atirou em mim. Fiquei dois dias em coma. Quando acordei olhei e pensei: 'Ainda estou aqui.' Achei estranho estar vivo, após tudo aquilo. Tomei três tiros, cara. Teve um perto do pulmão, outro do coração e outro na coluna. O médico me disse que vou ficar bom logo e que não terei sequela nenhuma. Mas não vou mudar nada do que eu sou. É claro que eu tive aquela coisa de passar um videotape da vida. Mas não tive essa história de repensar tudo que eu deveria ter feito". Sobre voltar a frequentar a Praça Roosevelt, em fevereiro de 2010 ele disse, ao JT, que voltaria, mas não naquele momento: "Conheço muita gente lá e, se eu for, eles virão falar comigo, bater nas minhas costas e vou ter de ficar contando sempre a mesma história."

## Vida pessoal
Esteve nos seminários (Congregação dos Oblatos de São José) de Ourinhos e Apucarana por cinco anos. Foi expulso do seminário em 1979. Ficou um ano em Londrina frequentando bibliotecas e bares e jogando futebol com amigos. Em 1980 se mudou para São Paulo pela primeira vez e foi morar com os tios na Vila Joaniza. Trabalhava em uma fábrica de tintas e frequentava a Contemporânea Escola de Artes na Rua 24 de Maio. Seus professores nesse período foram os atores Genésio Barros e Ednaldo Freire. Ficou seis meses em São Paulo e voltou para Londrina. Passou a frequentar o curso de teatro do Professor Antonio Saperas Espasa no Departamento de Cultura de Londrina. Trabalhou em três peças sob a direção de Antonio Saperas. Em 1982, fundou o seu próprio grupo, o "Chiclete com Banana" com os atores Edson Monteiro Rocha e Lazaro Câmara. Em 1983 voltou a residir em São Paulo frequentando novamente a "Contemporânea Escola de Artes" enquanto dividia com mais cinco amigos uma quitinete na Rua Maria Antônia. Depois de seis meses voltou a Londrina retomando o trabalho com o seu grupo de teatro. Em 1985 foi morar com a namorada, a estudante de jornalismo Rosi Guilhen com quem ficou por três anos. Em 1987, mudou o nome do seu grupo para "Cemitério de Automóveis". Em 1990 começou a namorar a atriz Christine Viana com quem teve sua única filha Isabela Viana Bortolotto. Em 1996 passou a morar em São Paulo a convite do Diretor Fauzi Arap que o incluiu no elenco da peça "Frida Kahlo". Em 1998 passou a namorar e a morar com a atriz Fernanda D´Umbra. Juntos produziram a "I Mostra Cemitério de Automóveis" com 14 peças no Centro Cultural São Paulo. Essa Mostra lhe rendeu o Prêmio APCA pelo "Conjunto da Obra". Em 2002 produziram juntos a "II Mostra Cemitério de Automóveis" com 26 peças em três meses no Centro Cultural São Paulo. Em 2003 amparado pelo Projeto Fomento da cidade de São Paulo, administrou durante um ano o "Teatro Cemitério de Automóveis" na Rua Conselheiro Ramalho. Atualmente mora sozinho no Centro de São Paulo e continua escrevendo, atuando e dirigindo.

## Saco de Ratos Blues
Saco de Ratos Blues é uma banda paulistana de rock e blues. Formada em 2007 por Bortolotto, teve como primeiros membros os guitarristas Marcelo Amalfi e Fábio Brum. Com a saída de Amalfi, entraram o baixista Fábio Pagotto, o baterista Rick Vecchione e o guitarrista Marcelo Watanabe. A banda toca principalmente composições de Bortolotto e dos demais membros da banda, além de letras de poetas da Praça Roosevelt, centro do teatro alternativo da cidade de São Paulo, e de compositores como Itamar Assumpção, Cazuza e outros. Lançou em 2010 seu primeiro CD, Velhos Bêbados Barrigudos Tocadores de Blues, com catorze faixas e uma faixa-bônus oculta. Já tem três CDs lançados e prepara o quarto.

## Espetáculos
- Transas Mil
- Brazilian Boys
- A Meia Noite um Solo de Sax na Minha Cabeça[13]
- Feliz Natal Charles Bukowski
- Será que a Gente Influencia o Caetano
- A Louca Balada de Lou Reed
- Singapura Sling
- Leila Baby
- Fica Frio
- Fuck You Baby
- Para Alguns a Noite É Azul
- O Cara que Dançou Comigo
- Nossa Vida Não Vale um Chevrolet
- Cocoonings
- Uma Fábula Podre
- Felizes para Sempre
- Vamos Sair da Chuva quando a Bomba Cair
- Medusa de Rayban
- Postcards de Atacama
- Getsêmani
- Deve Ser do Caralho o Carnaval em Bonifácio
- Brutal
- Gravidade Zero
- Tempo de Trégua
- A Frente Fria que a Chuva Traz
- O que Restou do Sagrado
- Homens, Santos e Desertores
- Hotel Lancaster
- Música para Ninar Dinossauros
- Borrasca
- A Pior das Intenções
- O Inferno em Mim
- Quartos de Hotel
- Whisky e Hambúrguer
- Efeito Urtigão

## Livros
- Mamãe não voltou do supermercado (romance) Editora Atrito
- Bagana na chuva (romance) Editora Atrito
- Gutemberg Blues (artigos) Editora Atrito
- Atire no dramaturgo (crônicas) Editora Atrito
- Para os inocentes que ficaram em casa (poesia) Editora Atrito
- Um bom lugar para morrer (poesia) Editora Atrito
- Seis peças de Mário Bortolotto (teatro) Editora Atrito
- Doze peças de Mário Bortolotto (teatro) Editora Atrito
- DJ-Canções para tocar no inferno (contos) Editora Barcarolla
- Os anos do furacão (crônicas) Editora Realejo
- Nossa vida não vale um Chevrolet (teatro) Editora Via Lactea
- Notre vie ne vaut pas une Chevrolet (teatro) Maison d'Edition (França)
- Esse tal de amor e outros sentimentos cruéis (contos/crônicas) Editora Reformatório
- O pior lugar que eu conheço é dentro da minha cabeça (poesia) Editora Reformatório
- Souvenirs de guerra (crônicas) Editora Reformatório
- Nem o céu, nem o inferno (romance) Editora Realejo